# Meigenia parvula
Meigenia parvula là một loài ruồi trong họ Tachinidae.